# Уайт, Уил
Уил Уайт (англ. Wil White, род. 25 марта 1994) — американский фрирайд-маунтинбайкер. Проживает в городе Эль-Кахон округа Сан-Диего, штат Калифорния.
В отличие от большинства маунтинбайкеров, Уил редко принимает участие в соревнованиях. Так в сезоне 2013 он участвовал только в Red Bull Rampage.
Спонсорами спортсмена выступали Karpiel, Duncon, Spinergy, Division 26, Oakley, G-form, ODI, Kali, Bengal, Royal Kanin, HT pedals, Dirtydog mtb, Nobrakesracing, Marzocchi и Red Bull. Кроме того, Уил является лицом компании Stern и тестирует их лучшие модели велосипедов.

## Результаты
Ещё в 2008 году Уил занял первое место в соревнованиях по даунхиллу Winter Series. В 2007—2009 годах занимал первое и третье места в гонках SRC, завоевав титул абсолютного чемпиона. В 2011 Уил занял шестое и семнадцатое места на соревнованиях Sea Otter, второе место в итоговом зачёте на Cal State DH series и первое в даунхилл-зачёте на Woodward Races.
В 2010 году получил приглашение участвовать в Red Bull Rampage — соревнованиях высшей категории серии FMB World Tour —  и занял 12 место в квалификации. С этого времени Уил стал постоянным участником Rampage: в 2012 году он занял двенадцатое место, а в 2013 стал четырнадцатым.